# جانی کیج
جان کارلتون ملقب به جانی کِیج (به انگلیسی: Johnny Cage) یکی از شخصیت‌های ساختگی مجموعه بازی ویدئویی مورتال کامبت است. اولین حضور او به نخستین نسخه مورتال کامبت در سال ۱۹۹۲ بازمی‌گردد. وی همچنین پدر کسی کیج و همسر سونیا بلید است و عضو گروه نیروهای ویژه می‌باشد.

## تاریخچه
جانی کیج یک ستاره‌ی هالیوودی فیلم‌های اکشن بود که خواستار رسیدن به شهرت بود. در اصل، او به این خاطر وارد تورنمنت مورتال کمبت شد تا مهارت‌های مبارزه‌ای خود را به نمایش بگذارد و خود را به منتقدان سینمایی ثابت کند، زیرا آن‌ها معتقد بودند که کیج چیزی بیش از یک بازیگر نیست و واقعا یک مبارز حرفه‌ای نیست.
او در این مسیر به یکی از مهم‌ترین مدافعان ارث‌رلم تبدیل شد. کیج با وجود مادی‌گرایی، ساده‌لوحی و گاها بی‌تجربگی اما همیشه یک جنگجوی شجاع و وفادار به ارث‌رلم بوده است، اگر چه حرکات عجیب و غریب او اغلب هم‌پیمانانش را آزار می‌دهد.
اما کیج در زمان مورتال کمبت ایکس دیگر به طور قابل‌توجهی با تجربه شده بود، و تا حدود زیادی غرور و ساده‌لوح بودنش کنار رفت. در این زمان او به فردی مسئولیت‌پذیر و زبده تبدیل شد، با این حال علاقه شدیدش به شوخ‌طبعی دست‌نخورده باقی ماند. او این شخصیت را در مورتال کمبت ۱۱ نیز حفظ کرد و همین طور نسخه‌ای از کیج زمان-گذشته حضور داشت که خصلت‌های گستاخانه سابقش را داشت. با این حال در طول داستان Aftermath، جانی کیج زمان-گذشته در رویارویی خود با سیندل و شائو کان نگرشی جدی به خود گرفت.